# Bergstetten (Laaber)
Bergstetten ist ein Dorf und ein Ortsteil des Marktes Laaber im Oberpfälzer Landkreis Regensburg (Bayern).
Es liegt 2 km nordöstlich des Marktes Laaber und grenzt an die Autobahn A3. 

## Geschichte
Die bis zur Gemeindegebietsreform selbständige Gemeinde Bergstetten, bestehend aus dem Hauptort und dem Ortsteil Hinterzhof, wurde am 1. Januar 1971 in die Gemeinde Laaber eingegliedert.

## Heute
Baudenkmäler in dem Ort sind das barocke Schloss und die Kirche St. Laurentius.
Seit 1894 gibt es die Freiwillige Feuerwehr.